# Full Frequency
Full Frequency – szósty album studyjny jamajskiego muzyka Seana Paula, wydany w 2013 roku.

## Lista utworów
Źródło: austriancharts.at
| Nr  | Tytuł                                                         | Długość |
| --- | ------------------------------------------------------------- | ------- |
| 1.  | „Riot” (feat. Damian Jr. Gong Marley)                         | 3:18    |
| 2.  | „Entertainment 2.0” (feat. Juicy J, 2 Chainz and Nicki Minaj) | 4:22    |
| 3.  | „Pornstar” (feat. Nyla)                                       | 3:21    |
| 4.  | „Want Dem All” (feat. Konshens)                               | 4:19    |
| 5.  | „Hey Baby”                                                    | 3:08    |
| 6.  | „Wickedest Style” (feat. Iggy Azalea)                         | 3:52    |
| 7.  | „Dangerous Ground” (feat. Prince Royce)                       | 3:48    |
| 8.  | „It's Your Life”                                              | 3:48    |
| 9.  | „Take It Low”                                                 | 3:09    |
| 10. | „Anyday”                                                      | 3:20    |
| 11. | „Lights On”                                                   | 3:23    |
| 12. | „Legacy”                                                      | 3:46    |
| 13. | „Other Side of Love”                                          | 3:06    |
| 14. | „Turn It Up”                                                  | 3:56    |

## Notowania na listach sprzedaży
| Kraj              | Lista (2014)                          | Najwyższa pozycja |
| ----------------- | ------------------------------------- | ----------------- |
| Szwajcaria        | Alben Top 100                         | 7                 |
| Węgry             | Top 40 album- és válogatáslemez-lista | 9                 |
| Niemcy            | Albums Top 100                        | 22                |
| Austria           | Alben Top 75                          | 36                |
| Japonia           | Oricon Weekly Albums Chart            | 54                |
| Francja           | Top 250 Albums                        | 63                |
| Belgia (Walonia)  | Ultratop 200 Albums                   | 72                |
| Belgia (Flandria) | Ultratop 200 Albums                   | 127               |